# Fiori per Algernon (film)
Fiori per Algernon (Flowers for Algernon), distribuito in Italia anche col titolo Un cuore semplice, è un film per la televisione del 2000, coprodotto da Stati Uniti e Canada e diretto da Jeff Bleckner, con Matthew Modine nella parte del protagonista. Si tratta del secondo adattamento per lo schermo del romanzo omonimo di Daniel Keyes, dopo il film del 1968 I due mondi di Charly.

## Trama
Charlie Gordon è un giovane mentalmente ritardato che lavora part time come fornaio. Alice, l'insegnante della scuola speciale che frequenta, gli propone di sottoporsi a un'operazione per aumentare l'intelligenza; Charlie si sottopone quindi a vari test, in uno dei quali vede un topo-cavia di nome Algernon che riesce a uscire da un labirinto (cosa che egli non era stato capace di fare).
Dopo l'intervento chirurgico e un periodo di assestamento, le capacità intellettive di Charlie migliorano considerevolmente; in panetteria riesce anche a utilizzare il mixer da solo, cosa che i suoi colleghi l'avevano spinto maliziosamente a fare per metterlo in difficoltà. Charlie si rende allora conto che fino a quel momento molte persone si sono prese gioco di lui a causa della sua "diversità", e confida i suoi pensieri ad Algernon. Alice, che egli ha preso a frequentare nel tempo libero, si accorge che le capacità di Charlie ora sono al di sopra della media della popolazione.
Il dottor Strauss, che ha operato Charlie, gli chiede di accompagnarlo in un congresso di chirurgia, ma il giovane rifiuta perché non sopporta l'idea di essere esibito come un animale da laboratorio. Si guasta anche il rapporto coi colleghi di lavoro, che firmano una petizione affinché Charlie venga licenziato.
Dopo essersi confidato con Alice, Charlie cerca di baciarla, ma la donna si ritrae. Accetta poi di andare col dottor Strauss al convegno, purché Alice sia con lui, perché inizia ad avere disturbi alla memoria.
L'allocuzione di Strauss urta Charlie, che tiene un discorso molto duro verso lo scienziato e profetizza, sulla base dei risultati ottenuti con un analogo esperimento da un ricercatore russo, che presto potrebbe tornare al livello precedente; suscita poi il panico liberando dei topi nell'aula.
Tornato a casa, Alice convince Charlie a tornare dal dottor Strauss, che gli confessa che conosceva già i risultati degli esperimenti russi; come se non bastasse, Algernon inizia a star male. Charlie decide di usare il poco tempo che gli rimane per tentare di trovare una soluzione al suo problema, al punto di trascurare Alice. Capisce di avere sbagliato a puntare tutto sulla sua parte razionale e va a trovare sua madre, con la quale aveva troncato ogni rapporto molti anni prima. Alice trova poi il coraggio di dichiarare i propri sentimenti a Charlie.
Algernon muore nelle mani di Charlie, che lo seppellisce di nascosto per evitare che sia dissezionato. Charlie ringrazia Alice per avergli fatto conoscere il vero amore e le chiede di porre fine al loro rapporto affinché ella si possa ricordare di com'era prima dell'inevitabile regressione. Torna a lavorare al forno e a seguire le lezioni di Alice come semplice studente, deciso comunque a cercare un altro modo per migliorare la sua condizione. Salutando Alice, affranta dal dolore per come si è evoluta la situazione, le chiede di portare dei fiori sulla tomba di Algernon.

## Produzione
Il film fu girato a Toronto.

## Distribuzione
La prima trasmissione televisiva del film avvenne il 20 febbraio del 2000 sulla rete statunitense CBS.